# Cosmic Universal Fashion
| Recensione | Giudizio |
| ---------- | -------- |
| AllMusic   | [ 1 ]    |

Cosmic Universal Fashion è un album di Sammy Hagar, uscito nel 2008 per l'etichetta discografica Roadrunner Records. È il primo album dell'artista senza il gruppo di supporto The Waboritas da Marching to Mars (1997) e l'ultimo da solista prima dell'ingresso nel supergruppo Chickenfoot.

## Tracce
1. Cosmic Universal Fashion – 3:33 (Sammy Hagar, Steven Lost, David Kahne)
2. Psycho Vertigo – 5:03 (Hagar, Neal Schon)
3. Peephole – 4:20 (Hagar, Schon)
4. LOUD – 3:55 (John Eddie)
5. Fight for Your Right to Party – 3:48 (Rick Rubin, Adam Yauch, Adam Horovitz)
6. Switch on the Light – 3:17 (Hagar)
7. When the Sun Don't Shine – 4:15 (Hagar)
8. 24365 – 3:58 (Hagar)
9. I'm on a Roll – 2:40 (Hagar, Niki Oosterbeen)
10. Dreams/Cabo – 8:50 (Michael Anthony, Hagar, Alex Van Halen, Eddie Van Halen)

## Formazione
- Sammy Hagar - chitarra, voce
- Michael Anthony - basso, cori
- Billy Gibbons - voce nella traccia 6
- Billy Duffy - chitarra nella traccia 4
- Matt Sorum - batteria nella traccia 4
- Bootsy Collins - cori nella traccia 8
- Deen Castronovo - batteria nelle tracce 2, 3
- Neal Schon - chitarra nelle tracce 2, 3
- David Lauser - batteria nelle tracce 5, 6, 7, 8, 9, 10
- Vic Johnson - chitarre nelle tracce 5, 6, 7, 8, 9, 10
- Mona Gnader - basso nelle tracce 5, 6, 7, 8, 9, 10